# سرگی کرایگر
سرگی کرایگر (انگلیسی: Sergej Kraigher؛ زاده ۳۰ مهٔ ۱۹۱۴ – درگذشته ۱۷ ژانویهٔ ۲۰۰۱) سیاستمدار، کارمند بانک، پارتیزان و افسر (ارتش) اهل اسلوونی بود. وی از ۱۵ مه ۱۹۸۱ تا ۱۵ مه ۱۹۸۲ رئیس‌جمهور یوگسلاوی بود.
سرگی کرایگر در ۱۷ ژانویه ۲۰۰۱، در سن ۸۶ سالگی درگذشت.